# Залізна вода
«Залізна вода» — третій роман українського письменника Мирослава Лаюка, виданий 2021 року у Видавництві Старого Лева до 150-річчя Лесі Українки.

## Сюжет
У романі розгортається історія пошуків таємничого листа, який мав би розкрити справжню природу стосунків між Лесею Українкою та Ольгою Кобилянською. Театральна режисерка Анна та молодий чоловік Богдан, який після довгої відсутності повертається у рідні краї, вирушили дорогою Лесі: це Криворівня, Шибене, Зелене, Верховина, Буркут, Космач, Шешори і Яворів, у якому поетка зупинялася у домі піаністки Ольги Окуневської. Остання героїня цікава тим, що з одного боку — акомпанує Соломії Крушельницькій та грає на творчому вечорі Івана Франка у Львові, навчається у Відні і в Києві, а з іншого — обирає життя у Карпатах, серед вівць і гірської тиші. Поруч із сучасністю — Карпати початку 20 століття, а саме 1901 року.

Лист від Коблилянської до Українки — це предмет-макгафін, що запускає події в романі. В одному з інтервʼю на Суспільному мовленні Мирослав Лаюк розповідає:
Є прекрасне тритомне видання листів Лесі Українки, яке вийшло кілька років тому у видавництві "Комора". Там є майже всі листи Лесі, і вони нецензуровані. Їх біля тисячі. Серед них коло шістдесяти листів – від Лесі до Олі. З боку Олі до Лесі ми маємо один лист, ще половинку листа і ще кілька приписок. Це дуже пікантний сюжет української літератури: якими були стосунки між Лесею і Олею.
У романі поєднано мереживо історій та спогадів різних поколінь: невідомої поетки, гуцулки, плотогона і черниці-бернардинки, які також слідували за Українкою. Проте сама Леся майже не зʼявляється у тексті як героїня, вона завжди попереду, вже далі на шляху до залізної води, що має властивості зцілення. "Це роман про ідею Лесі", — говорить Лаюк. Особисті історії і вигадки поєднуються з реальними фактами з біографії Українки, а головні герої, окрім пошуку листа, намагаються владнати стосунки з близькими (лінія Богдана та його батька, а також історія Богдана та Дзвінки), самореалізуватися (амбіції Анни), знайти самих себе.

Леся Українка постає монументальним образом роману. Мирослав Лаюк підкреслює її вплив на сучукрліт:
Є думка, що всі письменники перебувають у постійному діалозі з письменниками минулих епох. Ми завжди спілкуємося з Шекспіром. Так само мені здається, що всі українські письменники завжди будуть спілкуватися з Лесею, Шевченком, Франком. Це наша свята трійця.

## Інші сучасні тексти про Лесю Українку
- Notre Dame d’Ukraine: Українка в конфлікті міфологій. Оксана Забужко
- Апокриф. Чотири розмови про Лесю Українку. Блаженніший Святослав Шевчук та Оксана Забужко
- За лаштунками імперії. Віра Агеєва
- ПроЯвлення слова. Дискурсія раннього українського модернізму. Тамара Гундорова
- Леся Українка. Книга Сивілли. Тамара Гундорова
- Міф проти історії. Семіосфера лірики Лесі Українки. Галина Левченко
- Леся. Мандрівний клубочок. Наталка Малетич